# Nimmern
Nimmern är en sjö i Kinda kommun i Östergötland och ingår i Motala ströms huvudavrinningsområde. Sjön har en area på 3,91 kvadratkilometer och ligger 85 meter över havet. Vid provfiske har en stor mängd fiskarter fångats, bland annat abborre, björkna, braxen och gers.
Sjön ligger mellan Hägerstads socken och Oppeby socken. Vid sjöns södra sida passerar länsväg 134 och här ligger Oppeby kyrka. Vid södra sidan finns utlopp till Åsunden. Sjön är inte särskilt djup, har en humus/grön-färgad ton och doftar svagt av skogstjärn. Sjön är svårfiskad, men äger ett bestånd av signalkräftor.
Sedan 2011 bedriver Nimmerns ideella fiskevårdsförening reduceringsfiske av vitfisk, för detta arbete tilldelades föreningen Kinda kommuns miljöstipendium 2015.
Nimmern är känd för det underliga fenomenet "Flottholmen", en flytande holme, som 1749 visade sig i sjön. Enligt rapporter till vetenskapsakademin 1751 var det en 50 meter lång och 20 meter bred ö som höjde sig en meter över vattenytan. Ön var full av stubbar och rötter av furor och täckt av en svart jord, täckt av snäckskal och med åtta större stenar. Holmen dök upp vid midsommartid och sjönk ned i vattnet igen efter omkring tre månaders tid. Holmen skall ha visat sig några gånger tidigare, tidigaste gången dokumenterat i början av 1600-talet. Enligt allmogen förebådade öns uppdykande ett förestående krig. 1852 dök holmen åter upp, denna gång som ett bågformigt band i sjön.
Uno Sundelin som 1917 undersökte fenomenet, antar att det beror på att det tre meter tjocka lager av lövskogstorv som bildar sjöns botten utvecklar sumpgaser, som vid gynnsamma betingelser som stark blåst och lågt vattenstånd kan lyfta upp bottnen till vattenytan.

## Delavrinningsområde
Nimmern ingår i delavrinningsområde (643645-149821) som SMHI kallar för Utloppet av Nimmern. Medelhöjden är 103 meter över havet och ytan är 16,42 kvadratkilometer. Det finns inga avrinningsområden uppströms utan avrinningsområdet är högsta punkten. Vattendraget som avvattnar avrinningsområdet har biflödesordning 3, vilket innebär att vattnet flödar genom totalt 3 vattendrag innan det når havet efter 149 kilometer. Avrinningsområdet består mestadels av skog (33 procent) och jordbruk (33 procent). Avrinningsområdet har 3,87 kvadratkilometer vattenytor vilket ger det en sjöprocent på 23,5 procent.

## Fisk
Vid provfiske har följande fisk fångats i sjön:
- Abborre
- Björkna
- Braxen
- Gärs
- Gädda
- Gös
- Lake
- Löja
- Mört
- Sarv
- Sutare